# DHCP Starvation Attack
Als DHCP Starvation Attack wird ein Angriff auf ein Computernetzwerk bezeichnet, bei dem der gesamte Bereich verfügbarer und durch DHCP vergebener IP-Adressen durch einen böswilligen Angreifer registriert und aufgebraucht wird. Die automatische Zuweisung von IP-Adressen an andere Rechner wird so unmöglich gemacht.

## Arbeitsweise
Die DHCP Starvation Attack (Angriff durch Aushungern) ist ein Angriff gegen ein Computer-Netzwerk.
Dieser Angriff nutzt aus, dass die früher unveränderbar an die Hardware gebundene MAC-Adresse bei vielen Netzwerkschnittstellen frei konfigurierbar ist. Bei einer DHCP Starvation Attack wird unter Verwendung einer Vielzahl gefälschter MAC-Adressen jeweils eine automatische oder dynamische IP-Adresse beim DHCP-Server angefordert. Dies geschieht so lange, bis der verfügbare Adressraum des DHCP-Servers aufgebraucht ist und dieser keine Adressen mehr bereitstellen kann. Die Anmeldung weiterer Netzwerkclients ist dann nicht mehr möglich.
Die Störwirkung einer DHCP Starvation Attack ist begrenzt auf eine Broadcast-Domäne, ein Angriff kann nur aus dieser Broadcast-Domäne heraus erfolgen und hat keine Folgen für den Weiterbetrieb zuvor angemeldeter DHCP-Clients oder Clients mit fest zugewiesener IP-Adresse.
Sofern der Angriff nicht weitergeführt wird, werden durch den Lease-Mechanismus von DHCP dynamisch vergebene Adressen nach einiger Zeit (üblicherweise mehrere Tage) automatisch wieder freigegeben. Bei automatisch vergebenen Adressen hilft das Löschen des Server-Cache weiter.
Die Möglichkeit eines solchen Angriffes wird bereits im RFC 2131 in Abschnitt 7 Security Considerations geschildert: „Schädliche DHCP-Clients könnten sich als legitime Clients maskieren und Informationen für jene legitimen Clients abrufen. Wenn eine dynamische Zuweisung von Ressourcen verwendet wird, kann ein böswilliger Client alle Ressourcen für sich beanspruchen und damit Ressourcen für legitime Clients verweigern.“

## Auswirkungen
Ein solcher Angriff wirkt sich nur auf die dynamisch vergebenen IP-Adressen aus, da bei den statischen Adressen im DHCP-Server eine Zuordnungstabelle vorliegt, die jeder statischen IP-Adresse eine MAC-Adresse zuweist. Hier müsste ein entsprechender Client also alle dort registrierten MAC-Adressen kennen und sich als diese ausgeben. Zusätzlich haben die meisten DHCP-Server in einem solchen Fall die Möglichkeit, Clients zu erkennen, die nicht mehr aktiv sind, und können diese dann automatisch aus der Liste dynamisch vergebener IP-Adressen entfernen.
Da DHCP normalerweise nur in lokalen Netzwerken, die durch eine Firewall vom Internet abgeschottet sind, verwendet wird, muss ein solcher Angriff durch ein entsprechendes Schadprogramm erfolgen, welches sich auf einem Client-Computer des lokalen Netzwerkes befindet.